# レピピアルマリオ
レピピアルマリオ(repipi armario)はアダストリアのティーン向けファッションブランド。
ポイント (企業) (現・アダストリア)がティーン向けブランドを出すのはレピピアルマリオが初であった。1号店がオープンする2010年2月27日よりも前の2009年12月末、レピピアルマリオ EC SHOPにて先行販売された。
ティーン向けファッション雑誌「ニコラ」などでよく紹介されている。コレクトポイント心斎橋店でのイベントに当時ニコラモデルの川口春奈が参加。

## 店舗
- 1号店： 2010年2月27日 コレクトポイント大阪心斎橋店 3階
- 2号店： 2010年3月5日 心斎橋OPA店 きれい館1階
- 2010年3月13日 大宮OPA店 2階

## レピピガール
レピピアルマリオのイメージモデル（通称:レピピガール）。雑誌『nicola』の専属モデルが務めている。

コラボレーションした商品を販売したり、レピピアルマリオのイベントに参加したりする。
- 1代目　2010年　川口春奈
- 2代目　2011 - 2012年　古畑星夏
- 3代目　2013 - 2014年	小山内花凜
- 4代目　2015年　永野芽郁
- 5代目　2016年　久間田琳加
- 6代目　2017年　清原果耶
- 7代目　2018年　泉口美愛
- 8代目　2019年　黒坂莉那
- 9代目　2020年　若林真帆
- 10代目　2021年　林芽亜里
- 11代目　2022年　高比良由菜
- 12代目　2023年　高橋快空
- 13代目　2024 - 2025年　星乃あんな、松尾そのま

## レピピちゃんねる
レピピアルマリオのYouTubeチャンネル(通称:レピちゃん)。2018年8月3日開設。基本は毎週金曜日18:00に新規動画を公開。

大手芸能事務所10社約50名からのオーディションにより当時中１、中２の７人のWebモデル（ウェブサイトでの商品着用モデル。通称:ウェブモ）を採用。

レピピちゃんねるの様々な企画に参加する他、Instagram、TikTokにも出演する。
| 名前                          | あだ名     | 生年月日               | 身長  | 他の所属              |
| ----------------------------- | ---------- | ---------------------- | ----- | --------------------- |
| 吉田爽葉香 （よしだそよか）   | そよちゃん | 2004年6月14日（20歳）  | 162cm | @onefive(SOYO)        |
| 雑賀サクラ （さいがさくら）   | さくらん   | 2005年3月31日（20歳）  | 165cm | 現Seventeen専属モデル |
| 瀬戸琴楓 （せとことか）       | こっちゃん | 2005年12月22日（19歳） | 160cm | 現Seventeen専属モデル |
| 長谷川優 （はせがわゆう）     | ゆうゆ     | 2005年10月12日（19歳） | 163cm |                       |
| 松本恵莉紗 （まつもとえりさ） | えりぴ     | 2005年6月2日（19歳）   | 164cm | 原宿駅前パーティーズ  |
| 関屋利菜 （せきやりな）       | りなっち   | 2004年5月19日（21歳）  | 172cm |                       |
| 平日菜向 （たいらひなた）     | ひなちゃん | 2006年1月18日（19歳）  | 165cm |                       |

MCはプレススタッフのみきてぃ（2020年7月31日まで）、なっつ（2020年7月24日より）。

2020年7月24日より、上記ウェブモの企画に加え、レピピアルマリオ店舗のスタッフも出演するようになった。

## 書籍

### ムック
- 川口春奈×repipi armarioブランドおしゃれBOOK（2010年10月30日、新潮社）ISBN 978-4107902252
- レピピアルマリオブランドおしゃれBOOK（2012年11月1日、新潮社）ISBN 4107902358